# Maisenbachtal
Das Maisenbachtal war ein 30 Hektar großes Landschaftsschutzgebiet auf dem Gebiet der Gemeinde Marxzell im Landkreis Karlsruhe in Baden-Württemberg. Es wurde am 4. November 1940 ausgewiesen. Mit der Ausweisung des Naturschutzgebiets Albtal und Seitentäler und des Landschaftsschutzgebiets Albtalplatten und Herrenalber Berge am 1. Juni 1994 wurde die Verordnung aufgehoben und das Landschaftsschutzgebiet in die neuen Schutzgebiete integriert.
Es umfasste die Wiesen im Tal des Maisenbachs, einem linken Zufluss der Alb, von der Landkreisgrenze bei Neusatz bis kurz vor der Mündung bei Pfaffenrot.